# Octa
Octa, Ochta (ur. w V wieku; zm. 522) – król Kentu od 512 roku.
Informacje na temat tego władcy są bardzo niepewne, a czasem wręcz sprzeczne.
Psałterz zwany Vespasian Psalter (VIII w.) podaje, że był synem i następcą Oisca, co przyjmuje literatura historyczna. Podobne informacje znaleźć można w Historia ecclesiastica gentis Anglorum Bedy Czcigodnego. Z kolei piszący około 830 roku Nenniusz informuje:

 Z chwilą śmierci Hengista, Octa, jego syn, przeszedł z północnej Brytanii do królestwa Kentyjczyków i pod jego wodzą powstali królowie Kentyjczyków. Wtedy Artur wystąpił przeciw nim wraz z innymi królami Brytów, ale to on był wodzem w czasie bitew.
Nieznane jest imię żony Octy. Wiadomo jednak, że miał co najmniej jednego syna, Eormenrica, który był również jego sukcesorem.